# 소메야 가즈키
소메야 가즈키(일본어: 染矢 一樹, 1986년 10월 13일 ~ )는 일본의 축구 선수이다.

## 구단 경력
그는 2009년부터 2023년까지 J리그의 FC 기후, 파지아노 오카야마, 오이타 트리니타, 아술 클라로 누마즈에서 활동하였다.